# بانزر توتنشولا الثانية
بانزر توتنشولا الثانية (بالإنجليزية: Panzertruppenschule II) (مدرسة المدرعات رقم 2) المدرسة الثانية من مدرستين رئيسيتين أنشأتهما سلاح المدرعات الألماني في الحرب العالمية الثانية لتدريب ضباط الدروع الألمان على تشغيل بانزر. كان مقرها في زوسين، ألمانيا. 
كانت Panzertruppenschule "مدرسة فرعية"، حيث تم إرسال المرشحين الضباط بعد 12-16 أسبوعًا أمضوا في التدريب الأساسي، ونجحوا في الحصول على دورة مدتها 8 أسابيع في غيتشولر (مدرسة الحرب). 
قامت قوات بانزر المرتقبة، والمعروفة باسم فنريتش بدورة تدريبية مدتها 16 أسبوعًا تهدف إلى تعريف المرشحين الضباط بالفروق الدقيقة وعمل بانزر، وكذلك مع التكتيكات التي ستستخدم عند قيادة بانزر في الميدان. 
بعد التخرج، تمت ترقية المجند إلى رتبة أوبرفينريش وأرسل تحت المراقبة الميدانية. 
تم اختيار المدربين بسبب مهارتهم، وشهد الكثير منهم الخدمة وتلقوا الأوسمة. 
في أواخر عام 1943، تم تجريد المدرسة من معلميها ذوي الخبرة، الذين استخدموا لتشكيل فرقة النخبة بانزر ليهر.